# Subnautica
Subnautica é um jogo eletrônico de ação e aventura desenvolvido e publicado pela Unknown Worlds Entertainment em 16 de dezembro de 2014 para Windows, e em dezembro de 2018 para PlayStation 4 e Xbox One. O jogador controla Ryley Robinson, Gerente de Conserto de Sistemas Não-Essenciais da nave Aurora, enquanto evita perigos e completa tarefas. O diretor Charlie Cleveland citou como inspirações Minecraft e o tiroteio na escola primária de Sandy Hook, com a intenção de fazer um jogo não violento. Subnautica teve recepção positiva, chegando a ganhar o prêmio de jogo de PC do ano na Golden Joystick Awards. Uma sequência, Subnautica: Below Zero, foi lançada dia 14 de maio de 2021

## Jogabilidade e enredo
Subnautica é um jogo de ação e aventura de sobrevivência ambientado em um mundo aberto e que é jogado a partir de uma perspectiva de primeira pessoa. O jogador é um tripulante da nave Aurora que foi criada pela Alterra Corporation com um objetivo principal: construir uma base na região da estrela 4546 e um secundário, embora não revelado publicamente, encontrar os sobreviventes da nave mongol Degasi que caiu dez anos antes no planeta oceânico inexplorado 4546B. O jogador deve explorar o oceano e sobreviver aos perigos, ao mesmo tempo que completa tarefas para avançar na trama. Os jogadores podem coletar recursos, construir ferramentas, bases, submersíveis e interagir com a vida selvagem do planeta.
A maior parte do jogo se passa debaixo d'água, com duas ilhas exploráveis e um ciclo simulado de dia e noite que afeta a visibilidade. Ao iniciar um novo jogo, os jogadores devem selecionar um modo de dificuldade entre os quatro seguintes:
- No modo Sobrevivência, o jogador gerencia sua saúde, fome, sede e oxigênio. Se o jogador morrer, alguns itens reaparecem, mas alguns itens podem ser removidos de seu inventário.
- No modo Freedom, a jogabilidade é quase idêntica à do modo Sobrevivência, mas com a fome e a sede desativadas.
- No modo Hardcore, a jogabilidade é quase idêntica à do modo Sobrevivência, mas com morte permanente. Se o jogador morrer, ele não reaparecerá e seu arquivo salvo será deletado, e não aparecerão alertas de oxigênio quando estiver baixo.
- No modo criativo, todas as características de esgotamento, como saúde e sede, são desabilitadas, com o jogador sendo capaz de acessar todos os planos de criação e artesanato sem a necessidade de recursos. Além disso, os submersíveis, um Rifle de Estase, um Seaglide, um Compartimento para Veículos Móveis e um Canhão de Propulsão são fornecidos, os quais não precisam de uma fonte de energia para operar e não podem ser danificados (a menos que o jogador os danifique intencionalmente).

## Desenvolvimento

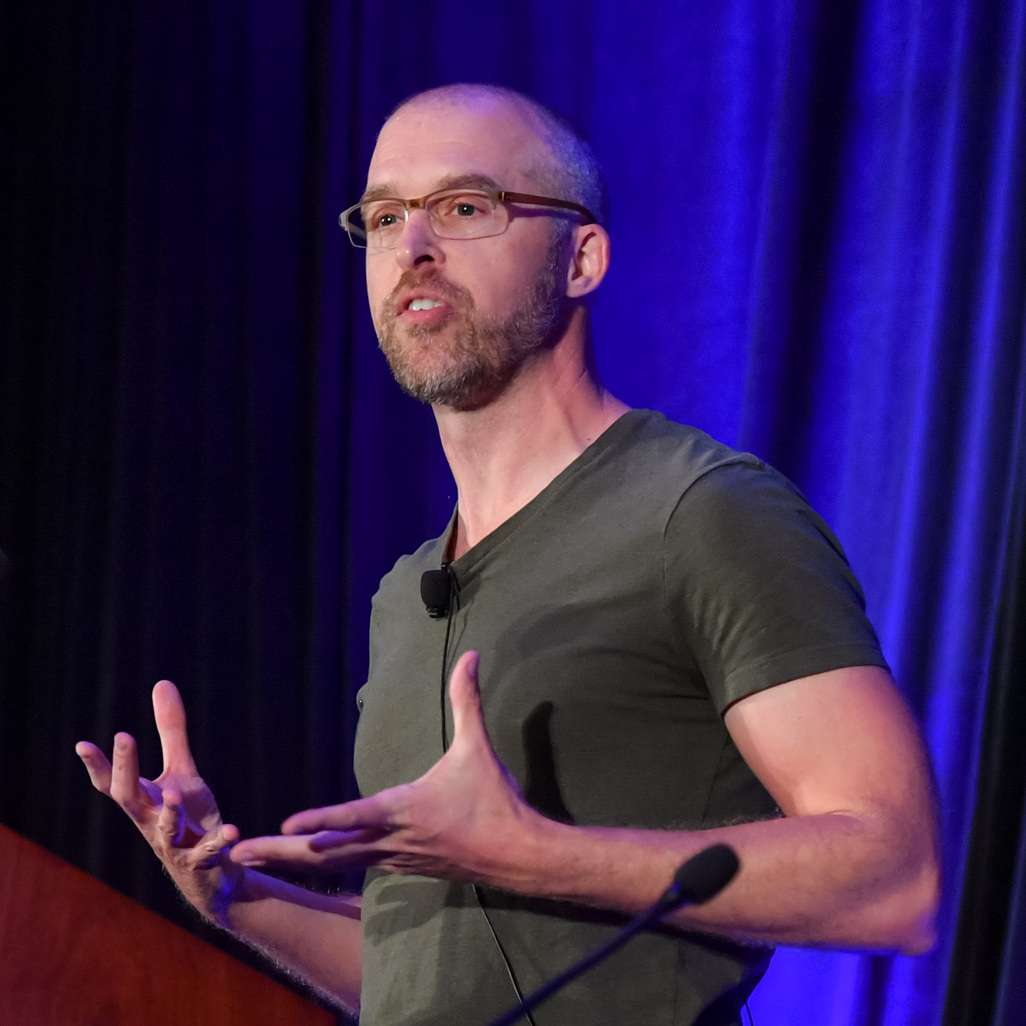
Charlie Cleveland, diretor de Subnautica, na Game Developers Conference 2019

Subnautica foi anunciado pela Unknown Worlds Entertainment em 17 de dezembro de 2013, com Charlie Cleveland como diretor do jogo e principal programador de jogo, e Hugh Jeremy como produtor. A trilha sonora é composta por Simon Chylinski.
Cleveland foi fortemente inspirado por Minecraft; segundo ele, o jogo "transformou a indústria dos jogos" e "jogou fora todos os jogos orientados pela progressão tradicional". Outras influências incluíram o mergulho, a filmografia de James Cameron, bem como "apenas a sensação de explorar as profundezas do oceano profundo, escuro, alternadamente belo e terrível. Me sentindo um explorador, quase um astronauta, sem saber o que vou encontrar", Cleveland inicialmente não o viu como tal, em vez disso apenas como um jogo de exploração.
Cleveland também foi motivado pelo tiroteio na escola primária de Sandy Hook. Frustrado com a falta de progresso feito nos Estados Unidos para acabar com a violência armada, Cleveland pensou que poderia fazer sua parte criando um jogo não violento. Assim, a equipe de desenvolvimento optou contra a inclusão de armas de fogo no jogo, com Cleveland descrevendo o jogo como "um voto para um mundo com menos armas", encorajando os jogadores a pensar em "soluções não violentas e mais criativas para resolver nossos problemas".
A equipe de desenvolvimento optou por usar o motor Unity em vez do Spark, o motor usado no jogo anterior da empresa, Natural Selection 2. O produtor de Subnautica Hugh Jeremy justificou esta decisão às diferentes demandas que os lugares de jogo no motor, e "porque [a equipe] não inclui pessoas que trabalham em Spark, não é apropriado para Subnautica o uso Spark. Usando Unity para Subnautica, o Spark pode continuar a se desenvolver em certas direções, enquanto Subnautica se desenvolve em outras. Usar o Spark para Subnautica seria como tentar encaixar um pino quadrado em um orifício redondo."
O jogo carece de missões tradicionais ou estrutura de busca normalmente encontrada em jogos eletrônicos. Esta foi uma escolha deliberada da parte da Unknown Worlds, com Cleveland afirmando: "Com recompensas intrínsecas, as pessoas são encorajadas a fazer as atividades por seus próprios méritos, menos pessoas seriam motivadas a fazê-lo. Mas, se elas superassem esse período de aprendizagem eles chegariam ao ponto em que internalizariam essa atividade como prazerosa por si só e continuariam". Cleveland decidiu optar por esse caminho depois de ler um ensaio de Jamie Cheng, que implementou filosofias semelhantes em seu jogo Don't Starve.
Versões de acesso antecipado de Subnautica foram lançadas no Steam Early Access em 16 de dezembro de 2014, e no Xbox One Preview em 17 de maio de 2016. Durante este lançamento inicial, o jogo não apresentava mecânica de fome ou sede. Depois de receber críticas, especificamente de um jogador cuja crítica "acertou em cheio", a equipe optou por incluir tal sistema, eventualmente descobrindo que ajudava os jogadores a se orientarem nas partes iniciais do jogo. A versão completa do jogo foi lançada em 23 de janeiro de 2018 para computadores pessoais e para Xbox One e PlayStation 4 em 4 de dezembro de 2018.

## Recepção
Subnautica teve uma recepção pré-lançamento positiva. Ian Birnbaum da PC Gamer descreveu Subnautica como um "Minecraft subaquático", observando que "com um desenvolvedor experiente no comando e uma variedade ilimitada de oceanos para jogar, vai demorar muito para Subnautica dar muito errado. Subnautica será um exemplo único de como a sobrevivência pode ser tensa, recompensadora e divertida." Marsh Davies da Rock, Paper, Shotgun elogiou a natureza gratificante de explorar o mundo de Subnautica, mas criticou a "arbitrariedade" e falta de intuição em algumas das receitas do jogo.
No lançamento, o jogo recebeu "análises geralmente positivas" em todas as plataformas, de acordo com o agregador de análises Metacritic. Ben "Yahtzee" Croshaw na série The Escapist's Zero Punctuation deu uma crítica geral positiva, afirmando: "A exploração subaquática é um conceito inerentemente atraente: todo este novo mundo rolando diante de você, fez todos os mais bonita por sua hostilidade absoluta." Ele criticou o jogo como "um pouco não intuitivo e com muitos erros". Croshaw posteriormente listaria Subnautica como seu segundo jogo favorito de 2018. Elise Favis, da Game Informer, definiu Subnautica como "imersivo" e "com uma grande história". Edwin Evans-Thirlwell, à Eurogamer, afirmou que Subnautica é "um jogo de sobrevivência hipnotizador", acrescentando que é "um terror, uma maravilha e uma generosa pancada de DIY subaquática". À Gamespot, Brett Todd avaliou Subnautica positivamente, apesar dos carregamentos do jogo serem "muito lentos" e dos frequentes bugs. Similarmente, Philippa Warr, da PC Gamer, avaliou Subnautica com nota 89 de 100, concluindo: "Um punhado de problemas técnicos impede Subnautica de um verdadeiro status lendário, mas por pouco." À IGN, Leana Hafer opinou que "Subnautica é emocionante desde os primeiros momentos". Sobre os monstros de Subnautica, Riley MacLeod, da Kotaku, disse: "Não tenho ideia do que eles estão fazendo por aí, mas estou animado e apavorado para encontrá-los."
Até janeiro de 2020, o jogo já havia vendido mais de 5,23 milhões de cópias em todas as plataformas, sem incluir as cópias gratuitas dadas como parte das promoções.

## Prêmios
| Ano  | Prêmio                                                | Categoria                            | Resultado | Ref.                 |
| ---- | ----------------------------------------------------- | ------------------------------------ | --------- | -------------------- |
| 2018 | Golden Joystick Awards                                | Melhor Design Visual                 | Indicado  | [ 29 ] [ 30 ] [ 31 ] |
| 2018 | Golden Joystick Awards                                | Melhor Design de Audio               | Indicado  | [ 29 ] [ 30 ] [ 31 ] |
| 2018 | Golden Joystick Awards                                | Prêmio Revelação (Unknown Worlds)    | Venceu    | [ 29 ] [ 30 ] [ 31 ] |
| 2018 | Golden Joystick Awards                                | Jogo de PC do ano                    | Venceu    | [ 29 ] [ 30 ] [ 31 ] |
| 2018 | Golden Joystick Awards                                | Melhor jogo do ano                   | Indicado  | [ 29 ] [ 30 ] [ 31 ] |
| 2018 | Gamers' Choice Awards                                 | Jogo favorito dos fãs                | Venceu    | [ 32 ]               |
| 2019 | D.I.C.E. Awards                                       | Conquista notável no design de jogos | Indicado  | [ 33 ]               |
| 2019 | National Academy of Video Game Trade Reviewers Awards | Jogo do ano                          | Indicado  | [ 34 ]               |
| 2019 | National Academy of Video Game Trade Reviewers Awards | Efeitos sonoros                      | Indicado  | [ 34 ]               |
| 2019 | 15th British Academy Games Awards                     | Propiedade original                  | Indicado  | [ 35 ]               |

## Sequência
Uma sequência de Subnautica, Subnautica: Below Zero, foi anunciada em agosto de 2018, e entrou em acesso antecipado em 30 de janeiro de 2019. A versão completa foi lançada para Windows, PlayStation 4, PlayStation 5, Xbox One, Xbox Series X e Series S e Nintendo Switch em 14 de maio de 2021. O jogo tem uma ênfase maior na narrativa quando comparado com o original.